# Bahnhof Berlin Innsbrucker Platz
A Bahnhof Berlin Innsbrucker Platz egy S-Bahn állomás Németország fővárosában, Berlinben a Ringbahn vonalán. Az állomás 1933-ban nyílt meg, kezelője a DB Station&Service.

## Vasútvonalak
- Berlin Ringbahn

## Szomszédos állomások
Az állomáshoz az alábbi állomások vannak a legközelebb:
- Bahnhof Berlin-Schöneberg (S41)
- Bahnhof Berlin-Schöneberg (Bahnhof Berlin Beusselstraße, S42)
- Bahnhof Berlin-Schöneberg (Königs Wusterhausen állomás, S46)
- Bahnhof Berlin Bundesplatz (Bahnhof Berlin Beusselstraße, S41)
- Bahnhof Berlin Bundesplatz (S42)
- Bahnhof Berlin Bundesplatz (Bahnhof Berlin-Westend, S46)

## Forgalom
| Járat | Útvonal | Gyakoriság csúcsidőben |
| ----- | --- | ---------------------- |
| ↻ ↺   | Gesundbrunnen – Schönhauser Allee – Prenzlauer Allee – Greifswalder Straße – Landsberger Allee – Storkower Straße – Frankfurter Allee – Ostkreuz – Treptower Park – Sonnenallee – Neukölln – Hermannstraße – Tempelhof – Südkreuz – Schöneberg – Innsbrucker Platz – Bundesplatz – Heidelberger Platz – Hohenzollerndamm – Halensee – Westkreuz – Messe Nord/ICC – Westend – Jungfernheide – Beusselstraße – Westhafen – Wedding – Gesundbrunnen \|\| 05 percenként |                        |
|       | Westend – Messe Nord/ICC – Westkreuz – Halensee – Hohenzollerndamm – Heidelberger Platz – Bundesplatz – Innsbrucker Platz – Schöneberg – Südkreuz – Tempelhof – Hermannstraße – Neukölln – Köllnische Heide – Baumschulenweg – Schöneweide – Betriebsbahnhof Schöneweide – Adlershof – Grünau – Eichwalde – Zeuthen – Wildau – Königs Wusterhausen \|\| 20 percenként                                                                                               |                        |
|       | Nollendorfplatz – Viktoria-Luise-Platz – Bayerischer Platz – Rathaus Schöneberg – Innsbrucker Platz \|\| 05 percenként |                        |